# Pałac w Kwilczu
Pałac w Kwilczu – zabytkowy pałac we wsi Kwilcz w województwie wielkopolskim, pomiędzy szosą Kwilcz-Chrzypsko Wielkie a Jeziorem Kwileckim. Zespół pałacowy obejmuje również park krajobrazowy, oficyny i budynki gospodarcze.

## Historia
Klasycystyczny pałac został wybudowany w 1828 roku według projektu berlińskiego architekta Karla Friedricha Schinkla z 1828 roku dla miejscowego dziedzica, Arsena Kwileckiego. Budynek na planie prostokąta jest piętrowy i posiada pewne cechy neorenesansowe. Fasada jest skierowana na zachód. W szycie pałacu herb Szreniawa Arsena Kwileckiego. Pałac jest pokryty dachem czterospadowym. Wewnątrz zachowało się kilka plafonów groteskowych z lat ok. 1830-1840.
W okresie PRL pałac był siedzibą kombinatu PGR.

## Zespół pałacowy
Pałac znajduje się w zabytkowym parku romantyczno-krajobrazowym o pow. 6,5 ha z XVIII-XIX wieku. Do pałacu prowadzi aleja wiekowych kasztanowców. Pomnikowe drzewa znajdują się również w samym parku (jesiony, platany, modrzewie, miłorząb). 
Prócz pałacu i parku ochronie podlegają: dwie oficyny – północna z XVIII wieku i południowa z pocz. XIX wieku, stajnia i powozownia z II ćwierci XIX wieku oraz drewniana altana z XX wieku. 

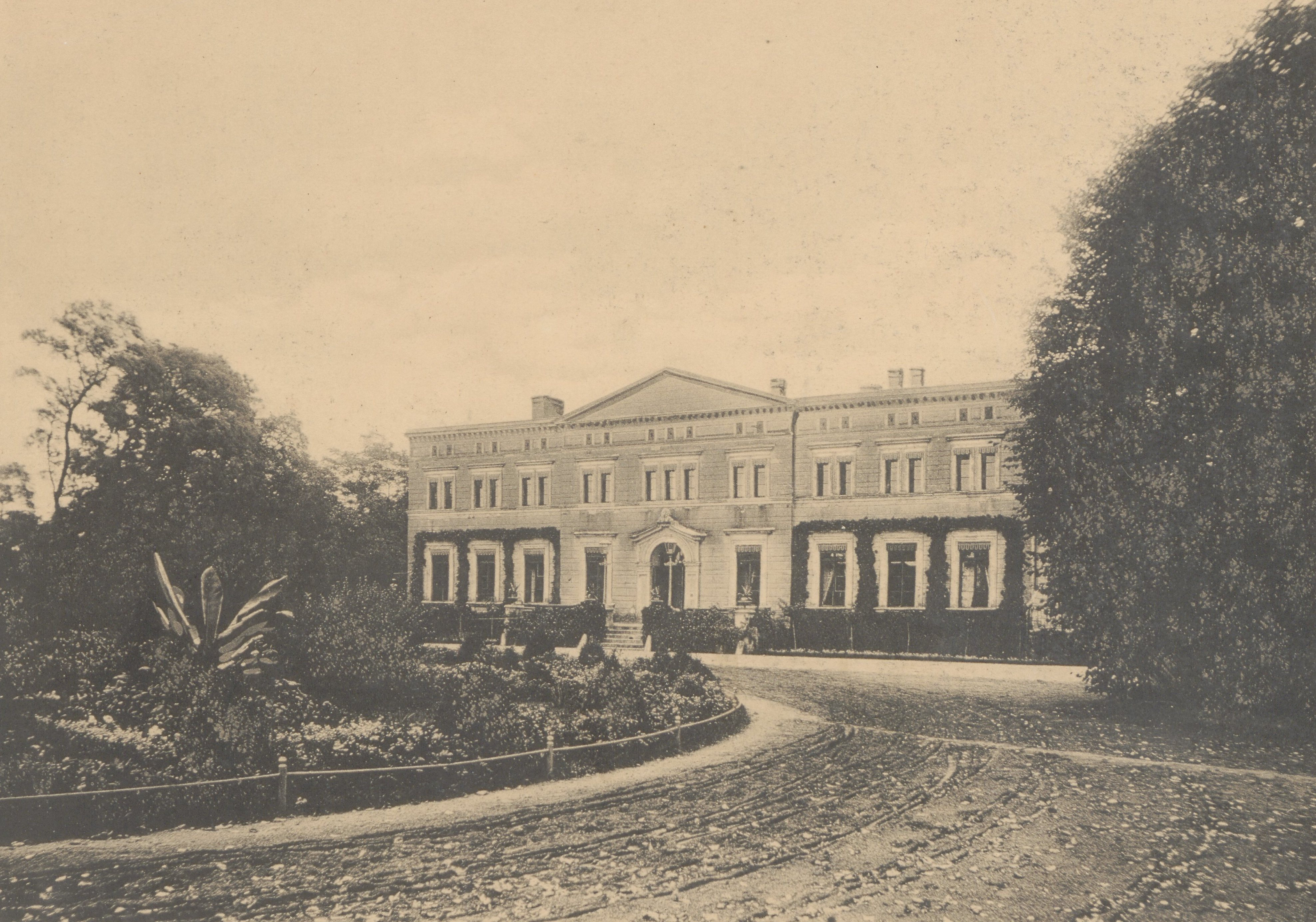
Pałac przed 1912
Herb Szreniawa Arsena Kwileckiego